# The Howard Stern Show
The Howard Stern Show är ett amerikanskt radioprogram med Howard Stern. Sedan 9 januari 2006 sänds det via Sirius XM Radio, en satellitradiotjänst. Innan dess fanns det 1985–2005 på WXRK, vidareutsändes av många andra stationer i USA och Kanada, och hade som mest runt 20 miljoner lyssnare.
Showen består av Radiovärden Howard stern samt hans kollega Robin Quivers. Därutöver producenten Gary dell'abate och ljudteknikern Fred norris.